# Google Goggles
Google Goggles – aplikacja stworzona przez Google LLC, bazująca na technologii rozpoznawania obrazów, pozwalająca na prowadzenie wyszukiwań w sieci Internet, na podstawie zdjęć wykonanych telefonem komórkowym. W aktualnej wersji program umożliwia rozpoznawanie wielu motywów graficznych, takich jak: okładki książek i filmów, reklamy, znane dzieła sztuki i obiekty architektoniczne. Aplikacja posiada wbudowaną obsługę kodów kreskowych i QR, rozpoznawania tekstu, przetwarzania wizytówek, a także umożliwia rozwiązywanie Sudoku. Nie obsługuje rozpoznawania twarzy.
Program Google Goggles został opracowany dla systemu operacyjnego Google Android oraz iOS w wersji 4.0 dla telefonów iPhone.